# St. Cyriakus (Bernterode)

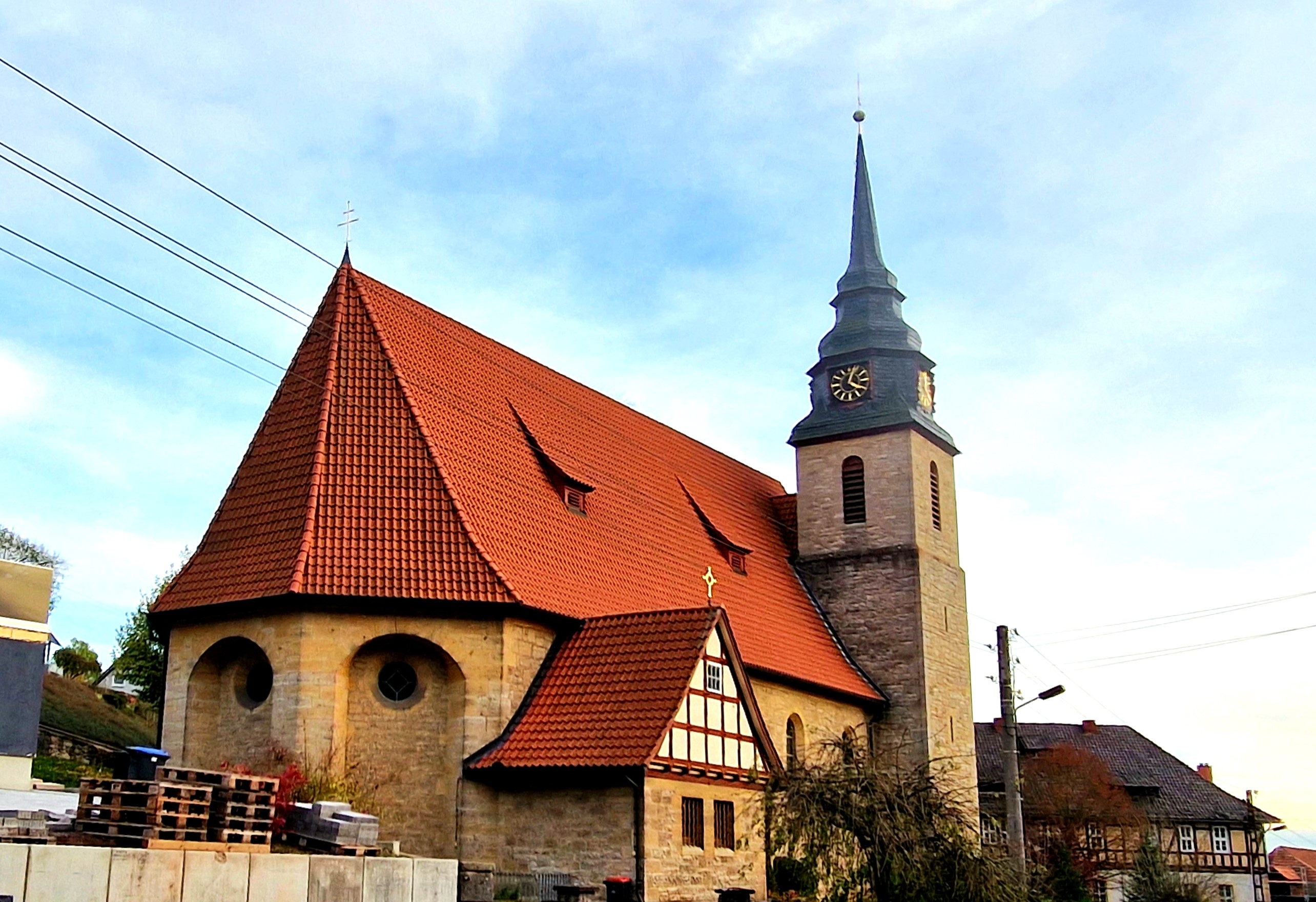
Römisch-katholische Kirche St. Cyriakus in Bernterode

Die römisch-katholische Filialkirche St. Cyriakus steht in Bernterode im thüringischen Landkreis Eichsfeld. Sie ist Filialkirche der Pfarrei St. Philippus und Jakobus Ershausen im Dekanat Dingelstädt des Bistums Erfurt. Sie trägt das Patrozinium des heiligen Cyriakus.

## Geschichte
Die Kirche wurde von 1919 bis 1922 nach Entwurf von Arthur Kickton, der auch unter Aufsicht von Karl Haubach die Oberleitung hatte, durch den Regierungsbaurat Reisel errichtet und ersetzte die noch erhaltene alte Kirche St. Cyriakus.

## Architektur

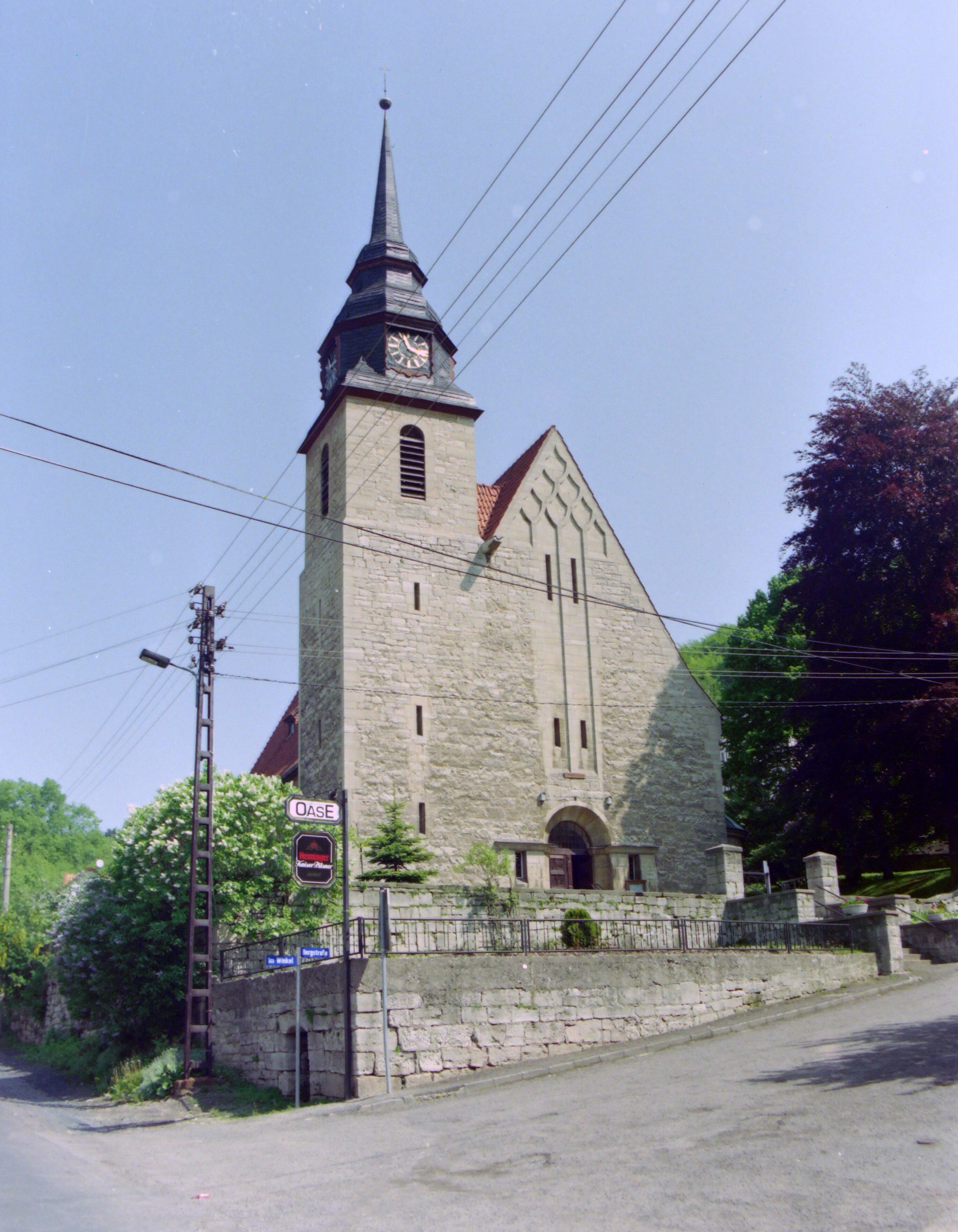
Südfront

Die werksteinsichtige Saalkirche hat einen polygonalen Nord-Chor, der Glockenturm ist am Südende seitlich angebaut. Die Taufkapelle ist an der Ostseite gegenüber dem Turm und die Sakristei neben dem Chor an der Westseite angebaut. Die Sakristei hat einen Fachwerkgiebel. Die Südfront bildet mit Giebel und Turm eine Wandfläche mit Schlitzfenstern, gegliedert mit Stabwerk auf der Mittelachse. Der Giebel ist mit Rautenwerk verziert.
Das Kirchenschiff ist überspannt von einer Holztonne, die mit Stuck verziert ist.

## Ausstattung
- Westportal: Türflügel mit Flachreliefs, Heils- und Erlösungsdarstellungen (Hildegard Hendrichs, 1952)
- Deckengemälde: zentrale Felder mit Darstellung Mariä Verkündigung, Geburt Jesu, Pietà und Mariä Himmelfahrt, Seitenfelder mit Darstellung der vier Evangelisten und der vier Stammväter Jesu
- Kirchenschifffenster: acht Seligkeiten (Franz Lauterbach)
- Taufstein (1925) auf hölzernem Volutenaufsatz (18. Jahrhundert)
- Bänke sechs Wangen aus St. Marien, Heiligenstadt
- Hochaltar
  - Dreifaltigkeitsdarstellung aus St. Johannes der Täufer, Freienhagen (um 1720)
  - Apostel Petrus und Paulus aus der Kirche St. Peter in Eisleben
  - Bekrönung, Tabernakel und Antependium (20. Jahrhundert)
  - Altarblatt: Abendmahlsdarstellung (Waldemar Kolmsperger, um 1923)
- Kanzel:
  - Korb mit vier Kirchenvätern aus St. Pankratius, Beuren
  - Haube mit Figur des heiligen Erzengel Michael aus alter Kirche

## Orgel
Die Orgel wurde 1928 von den Gebr. Späth gebaut. Das Instrument hat 15 Register, verteilt auf zwei Manuale und Pedal. Register- und Tontraktur sind pneumatisch.